# Eefje Depoortere
Eefje Depoortere (Brugge, 16 juni 1987) is een Belgische journalist en gamer. Ze is beter gekend onder haar avatar Sjokz en brengt verslag uit van Europese e-sporttoernooien rond League of Legends. Daarnaast is ze ook gastvrouw van gameshows wereldwijd.

## Biografie
Depoortere was actief als speler van Unreal Tournament en won enkele Cups met het Belgische team. Ondertussen studeerde ze ook geschiedenis en journalistiek aan de universiteit van Gent, waar ze ook haar specifiek leraarsdiploma behaalde. In 2018 won ze de "Best Esports Host" award op The Game Awards 2018.
Daarnaast scoorde ze ook op enkele schoonheidswedstrijden en werd bekroond tot Aardbeienprinses van Beervelde in 2009 en tweede eredame op de Miss Style Belgium in 2011.
Sinds 2013 is Depoortere professioneel werkzaam in de e-sportswereld, eerst als redactrice, daarna als presentatrice. Anno 2022 woont ze in Berlijn. In het weekend van 21-22 mei 2022 was ze host op de desk van de PGL major CS:GO in Antwerpen, wat werd uitgezonden op de Vlaamse tv-zenders VTM GO en VTM 4. In de kerstperiode van 2024 was ze host van de voetbalcompetitie Masters of Madness in Antwerpen, die een maand later werd uitgezonden op de Vlaamse televisiezender Play4.